# Herrngiersdorf
Herrngiersdorf település Németországban, azon belül Bajorországban. Lakosainak száma 1395 fő (2023. december 31.). Herrngiersdorf Langquaid, Schierling, Rottenburg an der Laaber és Rohr in Niederbayern községekkel határos.

## Népesség
A település népessége az elmúlt években az alábbi módon változott:
| Lakosok száma | 1016 | 583  | 1188 | 1205 | 1226 | 1224 | 1263 | 1295 | 1389 | 1395 |
|               | 1970 | 1975 | 2011 | 2012 | 2014 | 2015 | 2017 | 2019 | 2022 | 2023 |